# Jaguaruana
Jaguaruana é um município brasileiro do estado do Ceará, localizado no Vale do Jaguaribe. Muito conhecida como "terra da rede".

## História
A data da sua criação é 4 de setembro de 1865, sendo instalada em 4 de março de 1866. Toponímia de Onça Preta. Variação toponímica de União.
Chamou-se primitivamente de Caatinga do Góis, depois União e finalmente o nome atual. Suas origens remontam às primeiras décadas da segunda metade do Século XVIII, quando em 1771, Dona Feliciana Soares da Costa, viúva de Simão de Góis, doou terras para construir a primitiva capela. Com essa doação, além da capela, geraram-se em torno de sua liderança precedentes gregários dos quais se formaria o Município de Jaguaruana.
Durante cerca de setenta anos, são escassas as referências sobre a evolução desse reduto, o que, entretanto, não exclui o seu crescimento que o colocaria em estágio de progresso. Com o advento da Lei Geral de 1830, que autoriza a criação de Distritos de Paz na Província, a povoação de Catinga de Góes figura no elenco das que seriam contempladas. Como forma de dar cumprimento ao disposto contido na Lei Geral, tem-se como instrumento de execução a Lei de 3 de dezembro de 1832, originária da Câmara Municipal do Aracati, ficando a instalação na dependência de autorização governamental. Essa autorização, no entanto, deixaria de ser expedida, considerando para tanto estar curada a capela da povoação, conforme se deduz de Ofício Presidencial datado de 23 de janeiro de 1833.
As primeiras manifestações de apoio eclesial datam do ano de 1761, quando da doação do patrimônio respectivo, feita por D. Feliciana Soares da Costa. Essa doação consta de escritura pública, lavrada no Cartório de Lázaro Lopes Bezerril, Tabelião do Aracati em 6 de outubro de 1761. A capela, que terá sido edificada cerca de quatro anos antes do registro cartorário, a expensas de D. Feliciana, tem como padroeira Nossa Senhora Santana. Tem-se como instrumento de criação da Freguesia, a Lei nº 1.083, de 4 de dezembro de 1863, e canonicamente sacralizada a 19 de dezembro do mesmo ano. Consta como seu primeiro vigário o padre Alexandre Corrêa de Araújo Melo, natural do Aracati e empossado a 31 de janeiro de 1864. Outros religiosos marcantes que passaram pela paróquia de Santana: Côn. Agostinho José de Santiago Lima, Padre Marcondes, Padre Façanha (do Céu) e Padre Raimundo Barbosa (atual).

## Geografia
O município de Jaguaruana corresponde a 0,66% da área do estado do Ceará.
Recursos hídricos: Rio Jaguaribe, Riacho Araibu, Lagoa do Lagamar e Rio Campo Grande.

### Bairros
| Bairros               | Localização |
| --------------------- | ----------- |
| Alto                  | Norte       |
| Bairro do Dió         | Leste-Sul   |
| Cardeais              | Leste-Sul   |
| Centro                | Centro      |
| COHAB                 | Norte       |
| Córrego das Melancias | Oeste       |
| DNOCS                 | Leste       |
| Lagoa                 | Leste       |
| Juazeiro              | Sul         |
| Tabuleiro             | Norte-Leste |

### Distritos
Afogados;
Antonópolis;
Assentamento Bela Vista;
Borges;
Caatiguinha;
Caiçara;
Campo Grande;
Carnabal; 
Córrego do Machado;
Curralinho da Barra;
Curralinho do Patos;
Figueiredo;
Furtuoso;
Giqui; 
Giqui de Baixo; 
Horta;
Jurema;
Jureminha;
Lagoa da Esperança (Lagoa dos Porcos);
Lagoa Vermelha;
Mata Fresca;
Mato Fernandes (Aroeira);
Matinho;
Mutambas;
Novo Distino;
São José (São José do Lagamar); 
Santa Luzia;
Sargento;
Saquinho;
Pasta Branca;
Pasta Vermelha;
Patos;
Poró; 
Pitombeira; 
Volta. 

### Clima
| Maiores acumulados de precipitação em 24 horas registrados em Jaguaruana por meses (INMET) | Maiores acumulados de precipitação em 24 horas registrados em Jaguaruana por meses (INMET) | Maiores acumulados de precipitação em 24 horas registrados em Jaguaruana por meses (INMET) | Maiores acumulados de precipitação em 24 horas registrados em Jaguaruana por meses (INMET) | Maiores acumulados de precipitação em 24 horas registrados em Jaguaruana por meses (INMET) | Maiores acumulados de precipitação em 24 horas registrados em Jaguaruana por meses (INMET) |
| Mês                                                                                        | Acumulado                                                                                  | Data                                                                                       | Mês                                                                                        | Acumulado                                                                                  | Data                                                                                       |
| ------------------------------------------------------------------------------------------ | ------------------------------------------------------------------------------------------ | ------------------------------------------------------------------------------------------ | ------------------------------------------------------------------------------------------ | ------------------------------------------------------------------------------------------ | ------------------------------------------------------------------------------------------ |
| Janeiro                                                                                    | 98,3 mm                                                                                    | 18/01/1974                                                                                 | Julho                                                                                      | 82,3 mm                                                                                    | 08/07/1985                                                                                 |
| Fevereiro                                                                                  | 132,6 mm                                                                                   | 24/02/1979                                                                                 | Agosto                                                                                     | 19,4 mm                                                                                    | 30/08/2008                                                                                 |
| Março                                                                                      | 112,3 mm                                                                                   | 21/03/1995                                                                                 | Setembro                                                                                   | 29,7 mm                                                                                    | 18/09/1974                                                                                 |
| Abril                                                                                      | 157,6 mm                                                                                   | 15/04/1988                                                                                 | Outubro                                                                                    | 25,5 mm                                                                                    | 07/10/2014                                                                                 |
| Maio                                                                                       | 83,2 mm                                                                                    | 03/05/2009                                                                                 | Novembro                                                                                   | 11 mm                                                                                      | 19/11/2014                                                                                 |
| Junho                                                                                      | 83,4 mm                                                                                    | 08/06/2006                                                                                 | Dezembro                                                                                   | 36,2 mm                                                                                    | 22/12/2011                                                                                 |
| Período dos dados: 01/10/1969-presente                                                     |                                                                                            |                                                                                            |                                                                                            |                                                                                            |                                                                                            |

O clima do município é atípico para uma região sertaneja, pois mesmo ficando perto do Oceano Atlântico e, portanto, bem longe dos efeitos da continentalidade ou altitude, é comum a queda de granizo em pleno sertão em épocas cíclicas períodos com intervalos de aproximadamente uma década ou duas, quando os efeitos do La Niña tornam-se superiores. O último registro de queda de granizo em Jaguaruana ocorreu no dia 10 de março de 2008.[carece de fontes?] A média da pluviometria anual é de 690 mm, concentrados de fevereiro a maio.
Segundo dados do Instituto Nacional de Meteorologia (INMET), desde 1969 a menor temperatura registrada em Jaguaruana foi de 16,3 °C em 16 de agosto de 1977 e a maior alcançou 38,6 °C nos dias 5 de outubro de 2016 e 18 de novembro de 2018. O maior acumulado de precipitação em 24 horas chegou a 157,6 mm em 15 de abril de 1988, seguido por 132,6 mm em 24 de fevereiro de 1979, 117 mm em 15 de abril de 1982, 115,3 mm em 20 de abril de 1984, 115,1 mm em 26 de fevereiro de 2012, 112,3 mm em 21 de março de 1995, 111,3 mm em 3 de abril de 2008, 103 mm em 25 de abril de 2007 e 101 mm em 23 de fevereiro de 1980.
| Dados climatológicos para Jaguaruana | Dados climatológicos para Jaguaruana | Dados climatológicos para Jaguaruana | Dados climatológicos para Jaguaruana | Dados climatológicos para Jaguaruana | Dados climatológicos para Jaguaruana | Dados climatológicos para Jaguaruana | Dados climatológicos para Jaguaruana | Dados climatológicos para Jaguaruana | Dados climatológicos para Jaguaruana | Dados climatológicos para Jaguaruana | Dados climatológicos para Jaguaruana | Dados climatológicos para Jaguaruana | Dados climatológicos para Jaguaruana |
| Mês | Jan                                  | Fev                                  | Mar                                  | Abr                                  | Mai                                  | Jun                                  | Jul                                  | Ago                                  | Set                                  | Out                                  | Nov                                  | Dez                                  | Ano                                  |
| --- | ------------------------------------ | ------------------------------------ | ------------------------------------ | ------------------------------------ | ------------------------------------ | ------------------------------------ | ------------------------------------ | ------------------------------------ | ------------------------------------ | ------------------------------------ | ------------------------------------ | ------------------------------------ | ------------------------------------ |
| Temperatura máxima recorde (°C) | 38,1                                 | 37,9                                 | 38,2                                 | 37,5                                 | 37,5                                 | 37,8                                 | 37,2                                 | 37,3                                 | 38                                   | 38,6                                 | 38,6                                 | 38,3                                 | 38,6                                 |
| Temperatura máxima média (°C) | 34                                   | 33,6                                 | 32,9                                 | 32,3                                 | 32,5                                 | 32,6                                 | 33,1                                 | 34,3                                 | 35                                   | 35                                   | 34,7                                 | 34,6                                 | 33,7                                 |
| Temperatura média compensada (°C) | 28,2                                 | 28                                   | 27,7                                 | 27,4                                 | 27,3                                 | 26,9                                 | 26,8                                 | 27,2                                 | 27,8                                 | 28,2                                 | 28,3                                 | 28,4                                 | 27,7                                 |
| Temperatura mínima média (°C) | 24                                   | 23,9                                 | 24                                   | 23,8                                 | 23,4                                 | 22,6                                 | 22                                   | 21,7                                 | 22,3                                 | 23                                   | 23,5                                 | 23,9                                 | 23,2                                 |
| Temperatura mínima recorde (°C) | 19,9                                 | 18,5                                 | 20,4                                 | 19,2                                 | 19                                   | 16,9                                 | 17,7                                 | 16,9                                 | 17,9                                 | 18,2                                 | 17,3                                 | 20                                   | 16,3                                 |
| Precipitação (mm) | 74,3                                 | 98,3                                 | 167,6                                | 176,8                                | 88,5                                 | 40,5                                 | 23,7                                 | 5,8                                  | 2                                    | 2,7                                  | 1,6                                  | 9,4                                  | 691,2                                |
| Umidade relativa compensada (%) | 71,1                                 | 74,6                                 | 79,7                                 | 82                                   | 79,2                                 | 74,5                                 | 69,1                                 | 64,7                                 | 62,2                                 | 64                                   | 66,1                                 | 67,6                                 | 71,2                                 |
| Insolação (h) | 237,4                                | 206,1                                | 202,7                                | 198,8                                | 230                                  | 231                                  | 254,5                                | 283,6                                | 291,1                                | 308,2                                | 294,3                                | 272,6                                | 3 010,3                              |
| Fonte: INMET (temperatura e precipitação: normal climatológica de 1981-2010; umidade e horas de sol: 1981-2010; recordes de temperatura: 01/10/1969-presente) |                                      |                                      |                                      |                                      |                                      |                                      |                                      |                                      |                                      |                                      |                                      |                                      |                                      |

## Demografia
- População de acordo com o censo de 2010: 32.239 hab.
- Densidade demográfica de (hab/km²) 34,73.

### Religião
Na cidade a Igreja Católica tem um grande número de seguidores, a Igreja Matriz - Paróquia Senhora Sant'Ana é sede do catolicismo na cidade. As igrejas evangélicas tem também uma grande representatividade, como a Igreja Assembleias de Deus, Igreja Batista, Igreja Universal do Reino de Deus, Igreja Mundial do Poder de Deus, e as Testemunhas de Jeová. Ainda há as demais religiões, como a Umbanda e o Candomblé.
Segundo o censo de 2010, na cidade de Jaguaruana existem 28.820 habitantes da religião católica, 2.017 da religião evangélica e 68 espíritas.

## Política
Três famílias se destacam na política de Jaguaruana: (a) Jaguaribe, tendo Francisco (Chico) Jaguaribe sido prefeito do município 4 vezes e seu filho Raimundo Francisco 2 vezes; (b) Almeida, prefeito Joaquim Rebouças de Almeida, José Milton de Almeida (vice-prefeito) e por fim José Augusto de Almeida sendo prefeito por três mandatos (dois consecutivos); (c) Barbosa, Manezinho Barbosa foi prefeito 3 vezes e sua neta Ana Teresa foi eleita nas últimas eleições (2012). Ana Teresa se tornou a primeira mulher a governar a cidade, derrotando o então prefeito Bebeto Delfino.
Em 2016 foi eleito Roberto da Viúva, derrotando a então prefeita Ana Teresa. Roberto sagrou-se novamente prefeito em 2020, mas por problemas na esfera judicial teve seus votos anulados. 
Em 2021 aconteceu a primeira eleição suplementar da história de Jaguaruana. Naquele ano foi eleito para o cargo de prefeito, Elias do Sargento pelo PCdoB. Elias tornou-se prefeito ao derrotar Roberto da Viúva.

## Economia

### Setor primário
Na agricultura tem o cultivo da banana, caju, manga, algodão, mandioca, milho e feijão. Na pecuária tem a criação de bovinos, de suínos e de aves. Jaguaruana também se destaca no cultivo de camarão em cativeiro, com uma vasta área produtiva.

### Setor secundário
No município há a presença da indústria têxtil com grande produção de redes e colchões, da indústria de tintas, de uma das unidades do Grupo Telles (Agropaulo) que opera na fazenda Lagoa Vermelha produzindo Etanol, pecuária leiteira e de corte e muitas outras atividades agroindustriais empregando em média 400 funcionários, entre outras. Repasse do ICMS em 1995: R$-540.770,90.
Renda Interna Municipal 1995: R$-11.337,00.
Renda Per Capita 1995: US$-597.

## Infraestrutura
- Distância da capital em linha reta: 144 km.
- Distância por rodovia: 183 km.
- Vias de acesso à capital: CE's 263, 123 e 040, BR's 116 e 304.
- Distância para as cidades vizinhas: Itaiçaba (20km), Russas (27km), Palhano (40km), Baraúna (41km), Aracati (51km) e Quixeré (73km).
- Abastecimento de água: 1.601 ligações.
- Energia elétrica: N° de consumidores: 4.980. Total consumo: 1.029.734.[carece de fontes?]

### Educação
A cidade integra a CREDE-10 Russas e conta com uma Escola Estadual de Educação Profissional Francisca Rocha Silva aonde conta com cursos técnico em administração, técnico em agronegócios, técnico em contabilidade, técnico em Informática, técnico em meio ambiente, técnico em têxtil e técnico em redes de computadores, alternando entre eles a cada ano (4 cursos). A cidade também possui duas escolas estaduais de ensino médio: a Escola de Ensino Médio Francisco Jaguaribe e a Escola de Ensino Médio Manoel Sátiro. Recentemente também foi instalado na cidade, um Campus Avançado do Instituto Federal do Ceará (IFCE). O Campus oferta a primeira graduação presencial do Município, o Curso Superior de Tecnologia em Análise e Desenvolvimento de Sistemas, e os cursos técnicos em informática, computação gráfica e administração. 
No município conta com duas escolas particulares: Colégio Pontes Barbosa, conta com aulas do maternal ao ensino médio; UNIC, que tem atendido crianças do maternal ao ensino fundamental.  

### Saúde
O município possui 14 unidades básicas de saúde para pronto atendimento a população divididas em comunidades da zona rural e urbana. No Centro da cidade se encontram um posto de saúde e o Hospital e Maternidade Nossa Senhora da Expectação.
Além disso, Jaguaruana integra o Consórcio Público de Saúde da Microrregião de Russas e a 9ª Coordenadoria Regional de Saúde.

## Cultura

### Carnaval
O carnaval de Jaguaruana é a manifestação cultural que mais traz pessoas para ao município. Tendo como eventos mais tradicionais o mela-mela que é realizado na avenida e na praça central do município, com festejos acontecendo com bandas de axé, onde os foliões utilizam para sua diversão spray de espuma, farinha de trigo, e a festa no Rio Jaguaribe que é realizada no período da manhã a beira do Rio Jaguaribe, agitada por bandas de axé e as clássicas marchinhas carnavalescas no trio elétrico.